# عمار براهميا
عمار براهميا (مواليد 2 سبتمبر 1954) هو عداء مسافات متوسطة جزائري متقاعد تخصص في سباق 1500 متر. هو الآن مدرب المسافات الطويلة الوطني في الجزائر.
في الألعاب الأفريقية 1978، فاز بالميدالية البرونزية في سباق 1500 متر والميدالية الفضية في سباق 800 متر. لاحقا فاز بالميدالية البرونزية في الألعاب الجامعية الصيفية 1981. أصبح بطلاً وطنياً للجزائر في عامي 1976 و1978. فاز بالميدالية الفضية في 1978. شارك أيضا في بطولة العالم 1983.
في سبتمبر 1981 في ريتة، حقق أفضل رقم له في سباق 1500 متر، وهو 3.36.5 دقيقة. كما حقق 2.17.5 دقيقة في سباق 1000 متر، والذي حققه في أغسطس 1978 في نيس، وكذلك 3.57.20 دقيقة في سباق الميل، والذي حققه في سبتمبر 1981 في ريتة.